# Aurora (navire de croisière)
Pour les articles homonymes, voir Aurora.
Le MS Aurora est un navire de croisière appartenant et naviguant pour la société P&O Cruises.
Il a été baptisé le 27 avril 2000 par Anne du Royaume-Uni.

## Historique
Les premières années du navire correspondent à plusieurs faits marquants :
- Le 27 avril 2000, lors de l'inauguration la bouteille de champagne jetée sur la coque par la princesse Anne du Royaume-Uni ne se brise pas, ce qui est « mauvais présage » dans le milieu.

- En 2000, il subit lors de son voyage inaugural de nombreux problèmes moteur.

- En mars 2001, l'Aurora vient en aide à des marins russes, à la suite de sauvetage, l'hélice est endommagée par des débris flottant.

- En juillet 2003, un carter moteur explose.

- En novembre 2003, un virus envahit le navire, environ 1 000 passagers ont subi des douleurs d'estomac.

- En janvier 2005, le navire subit divers problèmes avec ses moteurs de propulsion.